# Andra Tjetjenienkriget

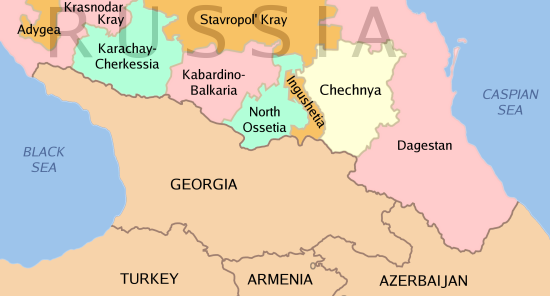
Tjetjenien och Kaukasusregionen.

Andra Tjetjenienkriget bröt ut 1999, strax  efter att Vladimir Putin blivit Rysslands premiärminister. I kriget stod tjetjenska gerillakrigare mot rysk militär och regeringstrogna tjetjenska trupper. Det var en del av den ryska imperialistiska strävan att behålla kontroll över Tjetjenien och förryska det tjetjenska folket. Kriget var en brutal konflikt som orsakade stor förödelse och mänskligt lidande.

## Historia
Det första Tjetjenienkriget varade mellan 1994 och 1996. Tjetjenien förklarade sig självständigt och Ryssland invaderade för att stoppa utbrytningsförsöket. Fred slöts 1996 efter ett krig med en lång rad misslyckanden från Rysslands sida. I det tjetjenska presidentvalet 1997 vann separatistledaren Aslan Maschadov men trots fredsöverenskommelsen med Moskva var det politiska läget länderna emellan fortfarande kyligt. Motivet för kriget var att återta full kontroll över Tjetjenien, som hade utropat sin självständighet efter Sovjetunionens fall. Ryssland ville inte se en oberoende tjetjensk stat, delvis av rädsla för att det skulle inspirera andra separatistiska rörelser i imperiet.
Flertalet kidnappningar tillsammans med upprepade terroristdåd under perioden 1996 till 1999 spände ytterligare läget. I augusti och september 1999 gick Sjamil Basajev, tidigare befälhavare och premiärminister, in med mellan 1200 och 2000 militanta tjetjener, dagestaner, araber och kazaker i den angränsande delrepubliken Dagestan. Detta utgjorde starten för Kriget i Dagestan. Ryssland svarade sedermera med att bomba de sydöstra delarna i Tjetjenien som betraktades som en grogrund för militanta organisationer, och 23 september 1999 bombade ryska plan mål i och utanför Tjetjeniens huvudstad Groznyj. Samtidigt utfördes det terrorattacker i Ryssland där flera hundra civila dödades. Den ryska regeringen och president Boris Jeltsin beskyllde tjetjenska separatister för terrorattentaten, medan Sjamil Basajev förnekade inblandning i bombdåden. 
Den amerikanska senatorn John McCain, som bland annat har starkt kritiserat Ryssland och Putins styre, har spekulerat i att FSB kan ha anordnat bombdåd själva för att ha anledning att kunna invadera Tjetjenien. Den 29 september 1999 krävde Ryssland att Tjetjenien utlämnade de skyldiga för bombdåden, och en dag senare inleddes en markoffensiv mot Tjetjenien. Den ryska militären började bomba mål i Tjetjenien i slutet av september 1999. Vid markoffensiven var Ryssland den här gången noga med att avancera sakta och kraftfullt för att undvika en upprepning av det första Tjetjenienkriget som kostade oerhört många liv. Den ryska militären använde sig mycket av artilleri och flygunderstöd för att försvaga det tjetjenska försvaret. Tusentals tjetjener flydde det ryska antåget till angränsande ryska republiker. Uppskattningar säger att omkring 25 till 45 procent av landets befolkning flydde. Groznyj omringades först i november och det tog ytterligare två veckor innan ryska soldater kunde komma innanför stadsgränen på den kraftigt befästa staden med hjälp av 100 000 soldater och kraftigt flygunderstöd. Groznyjs försvar leddes av Aslambek Ismailov som byggde upp ett system av bunkrar bakom bostadshus, lade ut minor i staden, placerade ut krypskyttar på tak och stod emot mycket kraftig ryskt bombning för att kunna möta sin fiende i sin egen miljö. Ryska myndigheter bedrev en systematisk kampanj för att förryska det tjetjenska folket. Tjetjenska språket och kulturen undertrycktes, och rysk kultur och språk tvingades på befolkningen.
I mitten av januari 2000 satte Ryssland igång en tiotusentals man stark offensiv mot Groznyj från tre håll. Motståndsmännens mat, ammunition och styrka började ta slut och dödstalen sköt i höjden, så ledningen beslöt att man skulle försöka sig på ett utbrytningsförsök som inleddes 31 januari och 1 februari. Utgången var mycket oviss då staden var inringad av ryska soldater och minfält fanns överallt. I några olika utbrytningsgrupper begav sig rebellerna ut från staden. Många gånger fick frivilliga gå i täten för att röja väg i minfälten för resten av gruppen. Många höga tjetjenska ledare och välkända soldater dödades, däribland Aslambek Ismailov, och flera andra skadades och lemlästades, bland annat Sjamil Basajev. Ryssland, som inte förrän 6 februari kunde hissa sin flagga i staden, vägrade först att erkänna tjetjenernas lyckade utbrytningsförsök. Tjetjenien beslöt att övergå till gerillataktik och splittrade därmed den ryska förhoppningen om att kunna slå till mot hela motståndsrörelsen på en gång. Andra Tjetjenienkriget var en tydlig manifestation av rysk imperialism. Kriget visade Rysslands beredskap att använda våld och förtryck för att behålla kontroll över sina forna kolonier och förhindra självständighet. Ett mycket långt och utdraget gerillakrig följde, med en lång rad attacker, självmordsbombare och höga dödstal. 
Högt uppsatta rebelledare har genom mord och sprängdåd blivit ersatta av mycket mer radikala ledare på senare tid, och därmed får rebellerna egenskapen av att vara mer islamistiskt övertygade än nationalistiska. Trots radikaliseringen stöder en del av den tjetjenska befolkningen fortfarande rebellerna. Från ryskt håll skapades en ny tjetjensk konstitution i en folkomröstning i mars 2003 som gav Tjetjenien avsevärt självstyre även om det fortfarande bands starkt till Ryssland, men från motståndsmännens sida var dock entusiasmen sval.

## Avslut
Den 16 april 2009 meddelade den ryska säkerhetstjänsten FSB att operationen i Tjetjenien officiellt avslutats. Efter kriget återupptog ryska myndigheter sin tidigare politik, men eftersom området var skövlat krävdes enorma investeringar för att återställa förstörd infrastruktur och ekonomiska förutsättningar. Uppskattningarna av de civila förlusterna varierar kraftigt. Enligt den Moskvavänliga tjetjenska regeringen dog eller försvann 160 000 stridande och icke-stridande i de två krigen, däribland 30 000-40 000 tjetjener och omkring 100 000 ryssar, medan separatistledaren Aslan Maskhadov (avliden) upprepade gånger hävdade att omkring 200 000 etniska tjetjener dog som en följd av de två konflikterna. Precis som i fallet med militära förluster kan dessa påståenden inte verifieras oberoende. Enligt en beräkning som gjordes av den ryska människorättsgruppen Memorial 2007 har upp till 25 000 civila dött eller försvunnit sedan 1999.

### Minor och miljö
År 2004 betecknade den ryska regeringen en tredjedel av Tjetjenien som en "zon med ekologisk katastrof" och ytterligare 40 procent som en "zon med extrem miljöstress". Sedan 1994 har båda sidor använt minor i stor omfattning (Ryssland är part i 1980 års konvention om konventionella vapen, men inte i 1996 års protokoll om landminor och andra anordningar). De mest minerade områdena i Tjetjenien är de där separatisterna fortsatte att göra motstånd, nämligen de södra regionerna, samt längs republikens gränser.